# Peugeot Pars
La Peugeot Pars (initialement Peugeot Persia) est un modèle automobile du géant iranien de l'automobile Iran Khodro. Après 12 ans de fabrication de la Peugeot 405 chez Iran Khodro, la Peugeot Persia a été conçue comme un restylage de la Peugeot 405. Peugeot Persia a été rapidement rebaptisée Peugeot Safir puis Peugeot Pars en raison de problèmes de droits d'auteur.
La Pars offre une gamme plus complète que la 405 : un modèle de base doté du 1 762 cm3 huit soupapes des 405 phase 2 européennes (101 ch), une version plus luxueuse (dite ELX) munie du 1 762 cm3 16 soupapes de la 406 (112 ch), et une version plus sportive (16V) motorisée par le 1 580 cm3 16 soupapes de cette même 406 (110 ch). Les faces avant et arrière ainsi que l'habitacle reprennent de nombreux éléments de style de la 406. Au fil des années, l'équipement s'enrichit (par exemple par l'ajout de prises USB) pour garder le contact avec une concurrence de plus en plus moderne. La Pars est produite sans interruption jusqu'en 2020 malgré l'interruption de la coopération IKCO-PSA entre 2012 et 2016 sur fond de tensions géopolitiques. IKCO exporte aussi la Pars en Irak, au Turkménistan, et au Nigeria.
IKCO développera aussi un dérivé à moteur Hillman et roues arrière motrices appelé Peugeot ROA. Ce modèle est suffisamment différent de la 405 pour être considéré séparément.
En Égypte, la 405 est produite pendant deux périodes distinctes. Entre janvier 1994 et avril 1997, 4 500 véhicules y sont fabriqués sur la base d'un accord avec PSA. Depuis 2007, c'est IKCO qui y assure la production de la Pars en version 1 580 cm3 8 soupapes à carburateur (90 ch). La production est encore en cours en 2020.
Depuis 2014, IKCO produit aussi la Pars en Irak à partir d’éléments Semi-Knock Down (SKD) importés d’Iran, dans une usine construite en 2014 à Iskandariyah,,,. 1 344 unités de Peugeot 405 et 8 304 unités de Peugeot Pars ont été produites entre juillet 2014 et novembre 2015.
Depuis février 2019, la Pars est aussi assemblée en Azerbaïdjan sous le nom de Peugeot Khazar 406 à partir de pièces importées d’Iran, par une co-entreprise entre IKCO et Azeurocar, une filiale de l’entreprise azérie AzerMash, dans une usine créée en 2018 dans la zone industrielle de Neftçala,,.
C'est ainsi que l'on a appris en 2017, à la surprise du grand public, que la 405 était encore la troisième meilleure vente du groupe PSA cette année-là, avec un peu plus de 100 000 ventes. Depuis son lancement, la 405 aura été produite au total à plus de 5 millions d'exemplaires. Si elle n'atteint pas les sommets de la 206 et ses 8,4 millions d'unités, elle occupe une place d'honneur dans la grande tradition de la marque, aux côtés des 404 ou autres 504.

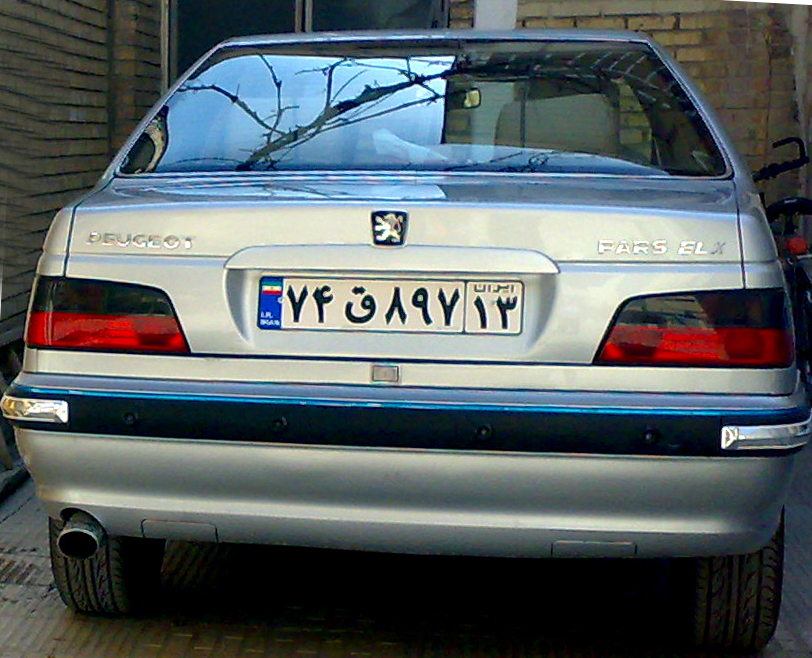
Arrière de la Peugeot Pars ELX.

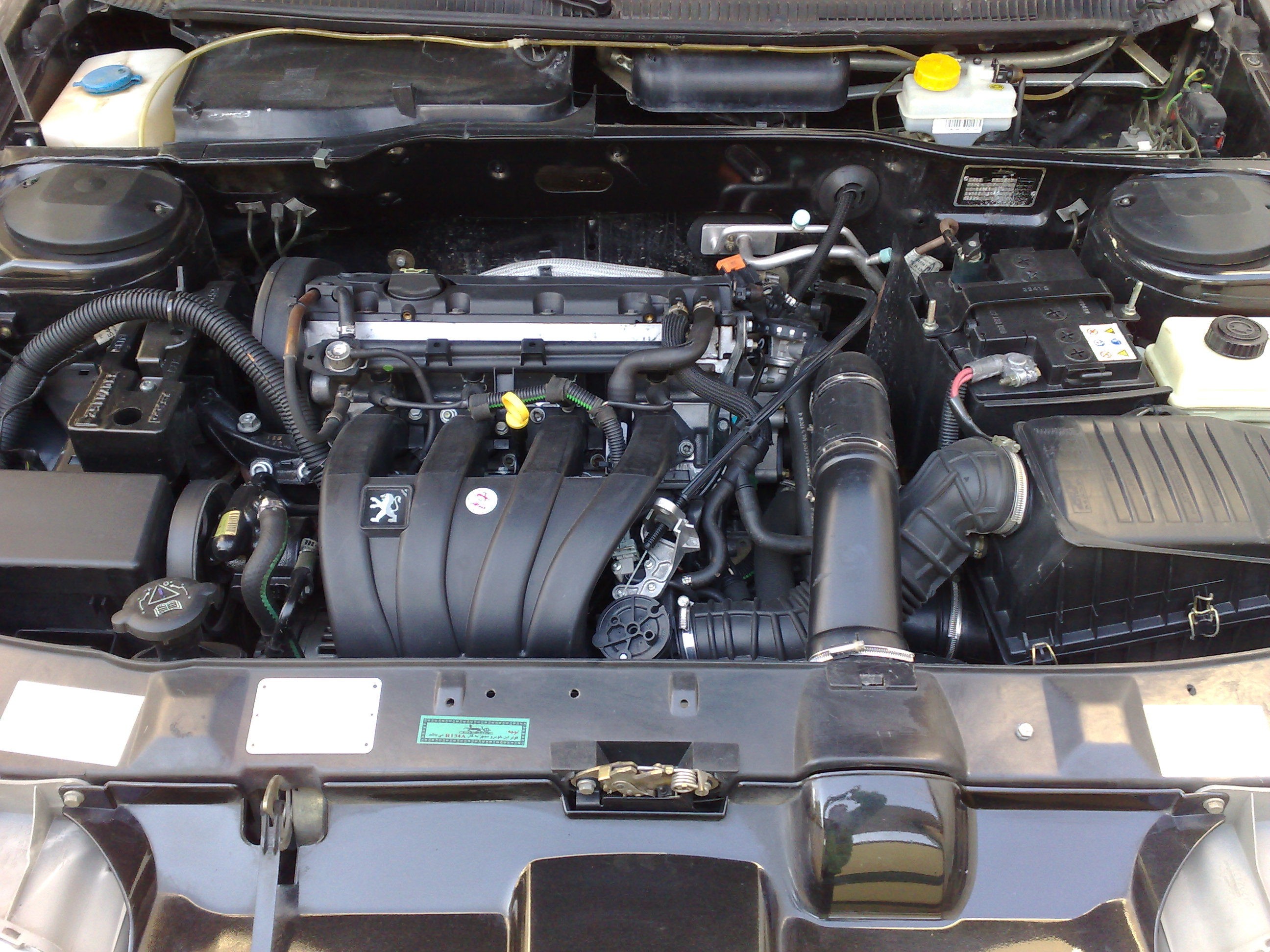
Moteur de la Peugeot Pars.

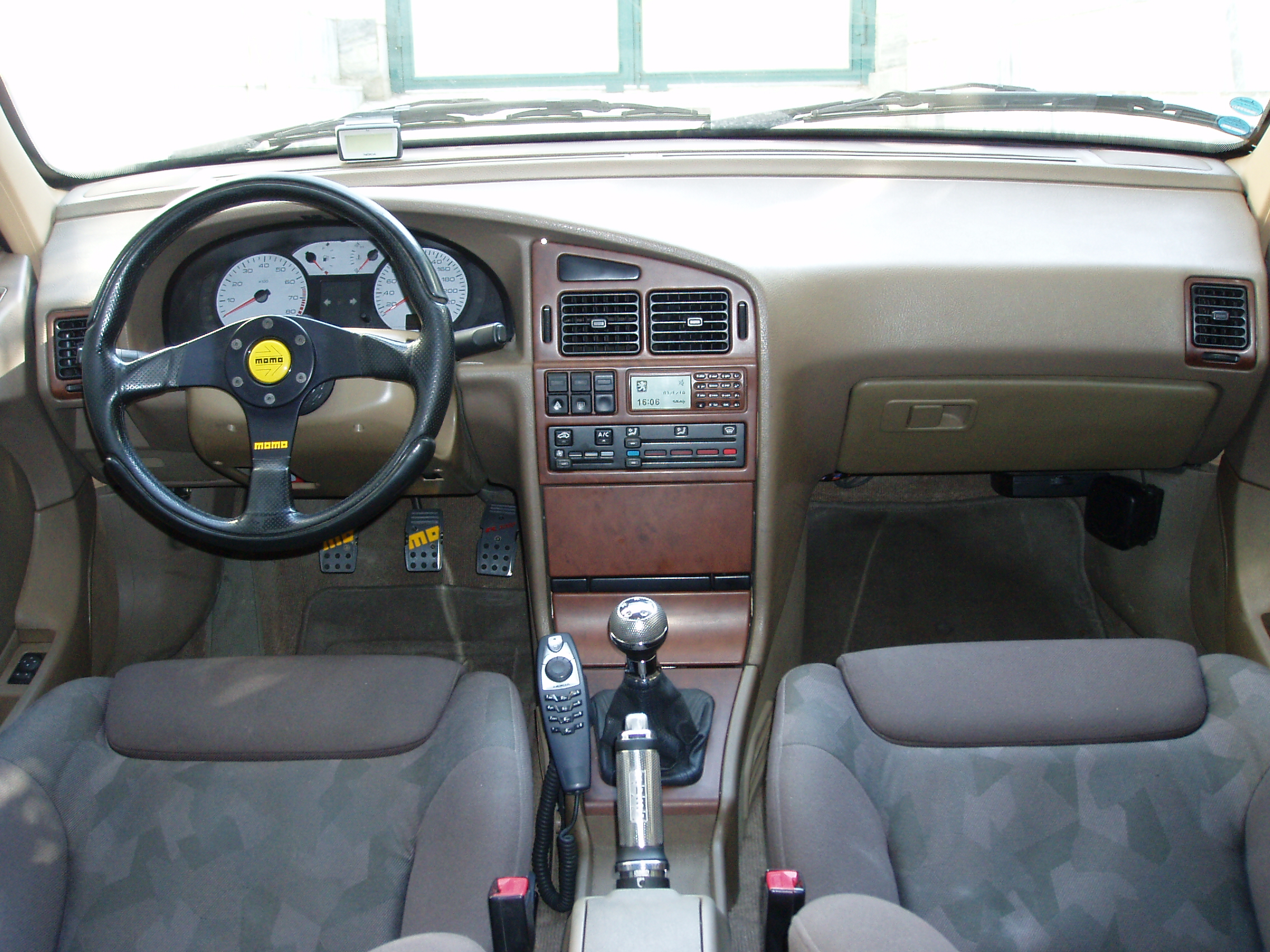
Planche de bord de la Peugeot Pars.